# Боџек Хорсман
Боџек Хорсман (енгл. BoJack Horseman) америчка је анимирана црнохуморна серија за одрасле продуцентске куће Нетфликс чији је творац Рафаел Боб Ваксберг. Радња прати живот Боџека Хорсмана, некада популарне ТВ звезде, у свету у ком људи и антропоморфне животиње равноправно коегзистирају. Серија је први пут приказана 22. августа 2014. године, а укупно је снимљено шест сезона од којих свака, осим последње, има по 12 епизода.

## Главни ликови
Боџек Хорсман је антропоморфни коњ који је био главна звезда серије „Horsin’ Around” емитоване током деведесетих година прошлог века. Иако кубури са алкохолом и психичким проблемима, упорно покушава да поврати стари сјај. Његова несигурност, усамљеност, очајничка потреба за одобравањем и кривица због сопствених поступака често резултирају самодеструктивним и себичним поступцима који уништавају оне око њега. Његови прошли и садашњи односи са насилним родитељима алкохоличарима и његови покушаји да превазиђе њихово наслеђе стална су тема серије.
Мистер Пинатбатер је антропоморфни лабрадор ретривер, глумац, Боџеков ривал и пријатељ. Енергична и позитивна особа која свет и живот схвата као велику игру.
Дајен је списатељица и интелектуалка феминистичких погледа на живот. Пишући биографску књигу за Боџека постаје његов најбољи пријатељ. Због свог порекла, често је у потрази за својим идентитетом.
Тод Чавез је незапослени младић кога су родитељи избацили из куће због неконвенционалног начина живота. Након боравка на једној од Боџекових кућних журки, постаје његов цимер. 
Принцес Керолајн је антропоморфна персијска мачка и Боџекова агентица. Своју празнину и животни бесмисао испуњава зависношћу од посла и решавањем туђих проблема. Иако је увелико закорачила у четрдесете прижељкује бебу.